# Pawieł Kołmakow
Pawieł Anatoljewicz Kołmakow (ros. Павел Анатольевич Колмаков, ur. 14 sierpnia 1996 w Ust'-Kamienogorsku) – kazachski narciarz dowolny. Najlepszy wynik na mistrzostwach świata osiągnął podczas mistrzostw w Kreischbergu, gdzie zajął 13. miejsce w jeździe po muldach. Jego najlepszym wynikiem olimpijskim jest 7. miejsce w jeździe po muldach na igrzyskach olimpijskich w Pjongczangu. Najlepsze wyniki w Pucharze Świata osiągnął w sezonie 2015/2016, kiedy to zajął 92. miejsce w klasyfikacji generalnej, a w klasyfikacjach jeździe po muldach był 17. W marcu 2021 roku zdobył brązowy medal w jeździe po muldach podczas mistrzostw świata w Ałmaty.

## Osiągnięcia

### Igrzyska olimpijskie
| Miejsce | Dzień     | Rok  | Miejscowość | Konkurencja      | Zwycięzca          |
| ------- | --------- | ---- | ----------- | ---------------- | ------------------ |
| 10.     | 10 lutego | 2014 | Soczi       | Jazda po muldach | Alexandre Bilodeau |
| 7.      | 12 lutego | 2018 | Pjongczang  | Jazda po muldach | Mikaël Kingsbury   |
| 21.     | 5 lutego  | 2022 | Pekin       | Jazda po muldach | Walter Wallberg    |

### Mistrzostwa świata
| Miejsce | Dzień       | Rok  | Miejscowość   | Konkurencja      | Zwycięzca          |
| ------- | ----------- | ---- | ------------- | ---------------- | ------------------ |
| 37.     | 6 marca     | 2013 | Voss          | Jazda po muldach | Mikaël Kingsbury   |
| 47.     | 8 marca     | 2013 | Voss          | Muldy podwójne   | Alexandre Bilodeau |
| 13.     | 18 stycznia | 2015 | Kreischberg   | Jazda po muldach | Anthony Benna      |
| 24.     | 19 stycznia | 2015 | Kreischberg   | Muldy podwójne   | Mikaël Kingsbury   |
| 27.     | 8 marca     | 2017 | Sierra Nevada | Muldy            | Ikuma Horishima    |
| DNF     | 9 marca     | 2017 | Sierra Nevada | Muldy podwójne   | Ikuma Horishima    |
| 16.     | 8 lutego    | 2019 | Deer Valley   | Jazda po muldach | Mikaël Kingsbury   |
| 7.      | 9 lutego    | 2019 | Deer Valley   | Muldy podwójne   | Mikaël Kingsbury   |
| 3.      | 8 marca     | 2021 | Ałmaty        | Jazda po muldach | Mikaël Kingsbury   |
| 14.     | 9 marca     | 2021 | Ałmaty        | Muldy podwójne   | Mikaël Kingsbury   |
| 4.      | 25 lutego   | 2023 | Bakuriani     | Jazda po muldach | Mikaël Kingsbury   |
| 4.      | 26 lutego   | 2023 | Bakuriani     | Muldy podwójne   | Mikaël Kingsbury   |
| 10.     | 19 marca    | 2025 | Enadyna       | Jazda po muldach | Ikuma Horishima    |
| 6.      | 21 marca    | 2025 | Engadyna      | Muldy podwójne   | Mikaël Kingsbury   |

### Puchar Świata

#### Miejsca w klasyfikacji generalnej
- sezon 2012/2013: 211.
- sezon 2013/2014: 196.
- sezon 2014/2015: 219
- sezon 2015/2016: 92.
- sezon 2016/2017: 193.
- sezon 2017/2018: 94.
- sezon 2018/2019: 72.
- sezon 2019/2020: 91.

Od sezonu 2020/2021 klasyfikacja jazdy po muldach jest jednocześnie klasyfikacją generalną.
- sezon 2020/2021: 18.
- sezon 2021/2022: 6.
- sezon 2022/2023: 10.
- sezon 2023/2024: 8.
- sezon 2024/2025: 11.

#### Miejsca na podium w zawodach
1. Ruka – 9 grudnia 2017 (jazda po muldach) – 3. miejsce
2. Ruka – 4 grudnia 2021 (jazda po muldach) – 2. miejsce
3. Ałmaty – 17 marca 2023 (jazda po muldach) – 2. miejsce
4. Ałmaty – 9 marca 2024 (muldy podwójne) – 2. miejsce
5. Deer Valley – 6 lutego 2025 (jazda po muldach) – 2. miejsce
6. Deer Valley – 8 lutego 2025 (muldy podwójne) – 3. miejsce